# Bergverwalter (Weinbau)
Der Bergverwalter war verantwortlich für zahlreiche Weinberge seines Landesherren, etwa vergleichbar mit einem heutigen Weinbereich. Er unterstand dem Landweinmeister.
Die Aufgaben des Bergverwalters bestanden darin, im Laufe des Jahres mehrere Inspektionen aller ihm zugeordneten Weinberge durchzuführen, darüber Bericht zu erstatten sowie für die Rechnungsführung zu den einzelnen Weinbergen zu sorgen. Dem Bergverwalter unterstanden die Bergvögte.
Im kurfürstlichen Sachsen wurden zwei Bergverwalter eingesetzt: einer verantwortete den Bereich „Freyburg“, der andere den Bereich Meißen/Lößnitz. Aufgrund der räumlichen Zugehörigkeit war der Dienstsitz des letzteren das kurfürstliche Weingut Hoflößnitz.

## Quelle
- Ingrid Zeidler: Das Rebland der Hoflößnitz vom Beginn des Weinbaus bis zur Gegenwart. In: Heinrich Magirius (Hrsg.): 600 Jahre Hoflößnitz. Historische Weingutanlage. Sandstein Verlag, Dresden 2001, ISBN 3-930382-60-1, S. 28.